# Alessandro Berdini (regista)
Alessandro Berdini (Roma, luglio 1951) è un regista teatrale italiano.

## Biografia
Nato a Roma nel 1951, Alessandro Berdini è laureato in Lettere, indirizzo filologico classico, presso l'Università degli studi di Roma "La Sapienza".Nel 1975 occupa a Roma la Palazzina del Curato in via Jacovacci, dando vita alla Compagnia del Teatro Cerchio, dove vengono prodotti i primi esperimenti scenici. L'8 settembre del 1976, insieme a Carlo Paini e Maria Teresa Imseng, fonda la cooperativa Teatroinaria - Stanze Luminose con la quale opera continuativamente come regista fino al 2013. Dagli anni '70, la ricerca teatrale di Berdini si rivolge alla riscoperta del sacro e delle origini del teatro. Spettacoli rappresentativi di questo periodo sono stati Trasparenze esperimento di teatro in movimento e Visioni diaboliche, presentato alla Biennale di Venezia nel 1982.
Negli anni '80 Alessandro Berdini inizia un percorso in cui trasferisce sulla scena atmosfere letterarie, movimento e immagine attingendo dalle opere di Hermann Hesse, Louis-Ferdinand Céline, Jorge Luis Borges, Fernando Pessoa, Franz Kafka, Fëdor Dostoevskij. Nel 1981 Alessandro Berdini fonda l'Associazione Teatrale fra i Comuni del Lazio, circuito pubblico multidisciplinare per la distribuzione dello spettacolo dal vivo; il circuito ha dato vita alla Rete dei teatri (il mondo degli abbonati), ai Sentieri d'ascolto (la contemporaneità), Recitardanzando (la danza), i Piccoli Sentieri (l'infanzia e la scuola), Il senso dei luoghi (il patrimonio e gli attrattori culturali e turistici), Le invasioni creative (l'innovazione e il disagio), I piccoli comuni (spettacoli, circo e incontri). Dagli anni '90 Alessandro Berdini inizia una nuova fase artistica, legata all'esigenza di un teatro in cui mette da parte la scrittura performativa, a favore della figura del drammaturgo: tra questi ricordiamo Nico Garrone, Maurizio Grande, Franco Cordelli, Franco Ruffini, Luca Archibugi e Paolo Fallai. Lo storico del teatro Federico Doglio così scrive agli inizi degli anni novanta:
È autore e regista per Rai Sat e Rai International; tra le produzioni vanno ricordate le lunghe interviste e omaggi a Luca De Filippo, Giorgio Albertazzi e Franco Nero. Di seguito è la volta di quattro corti televisivi, dal titolo Navigando fra l'Inghilterra e l'Irlanda, voci soliste per piccoli drammi quotidiani. Non io di Samuel Beckett. L'attore è sistemato come in un profondo ascolto, in primo piano la bocca, centro della melodia testuale. L'attore è Luigi Rigoni, la durata di nove minuti. St.Nicholas di Conor McPherson, dove l'attore nella parte di un critico teatrale, ossessionato dal potere di poter esaltare o distruggere un'opera o un attore, racconta in un clima casalingo e in una atmosfera fra il quotidiano e l'rreale, il suo dilemma. L'attore è Alberto di Stasio, la durata di nove minuti. Bianco & nero di Harold Pinter, realizzato in una stanza piena di computer. L'interprete evidenzia una umanità sotto traccia in un'atmosfera surreale e reale; senza tempo. L'attrice è Daniela Forti, diciotto anni; durata del corto nove minuti: Benji di Claire Dowie: la giovane attrice interpreta con ironia e sentimenti inconsueti la storia di una ragazzina, la quale per sentirsi viva deve inventarsi un amico immaginario. Con Maria Von Stoher, quindici anni, durata nove minuti. Questo ciclo è stato possibile grazie alla sensibilità di Franco Scaglia. 
Il corto Emilia Galotti ispirato all'omonima opera di Gotthold Ephraim Lessing, con la sceneggiatura di Paolo Fallai è stato presentato nel 2008 alla 65ª edizione della Mostra internazionale d'Arte Cinematografica nella sezione Giornate degli Autori-Venice Days e nel 2009 nella selezione ufficiale della 17ª edizione del Raindance Film Festival. Il corto Emilia Galotti è andato in onda su RAI 3 il 6 ottobre 2009. Il corto ha vinto il New York Short Film Festival (febbraio 2009), il premio per la miglior regia al Festival di Mar del Plata sempre nel 2009, per la scenografia (Edwin A. Francis) a Los Angeles, per la migliore interpretazione (Luigi Di Fiore) al Festival di Parigi 2009.
Per il recupero e la rifunzionalizzazione dell’ex carcere borbonico dell’isola di Santo Stefano (Ventotene), Alessandro Berdini ha realizzato diversi video, con la partecipazione di Alessandro Preziosi (Poi mi hanno legato..), dei musicisti Massimo Delle Cese (Quel mare blu) e Kyung Mi Lee (una pistola nel palmo della mano) e tanti altri artisti.

## Teatrografia (regie di Alessandro Berdini)
- Improvvisazione a 10 voci di Carlo Paini e Riccardo Bernardini, Teatro Cerchio, Roma 1975[27]
- Dal mio più bel quadro di Carlo Paini e Riccardo Bernardini, Teatro Cerchio, Roma 1975[28]
- Trasparenze di Carlo Paini da “La nave bianca” di H.P. Lovecraft, Villa del Curato (Teatro Cerchio), Roma 1976[29][30]
- Clown's Ring a cura della cooperativa Teatroinaria, Roma, Villa Ada 1977
- La scatola del clown a cura della cooperativa Teatroinaria, Villa Ada-Zoo di Roma-Villa Borghese, Roma 1977
- Il Testamento di Francois Villon, drammaturgia di Carlo Paini e Anna Bruno, Spaziouno, Roma 1977[31][32][33]
- Attenzione i clowns, a cura della cooperativa Teatroinaria, Estate Romana- Ostia-Villa Borghese-Zoo di Roma, Roma 1978
- ELETTRA di Hugo Von Hofmannsthal, con Francesca Benedetti, Anita Laurenzi,e Relda Ridoni, regia di Beppe Menegatti, Teatro Valle, Roma 1978
- La via umida o il mistero d'Eleusi di Carlo Paini, Teatro Garage, Formello 1978-1980[34][35][36]
- FRAMMENTI - una vecchia fotografia di un cavallo a dondolo, da Novalis, drammaturgia di Carlo Paini, Galleria Alzaia, Roma 1979[37]
- La montagna parla, esperimento di teatro cosmico, di Carlo Paini, Bastioni di Carlo V, Gaeta, 1979[38]
- Il Banchetto dell'Immortalità, dalle atmosfere di Gustav Meyrink, Ostia, luglio 1979[39][40]
- Panico circolare, sulle metamorfosi di Pan, Teatro di Roma - Villa Doria Pamphili, Roma, giugno 1980
- Panorami astrali, su W.Blake, di Carlo Paini, Galleria Futura, Roma, maggio 1980
- Vecchi vicoli raccontano, stupori teatrali, di Alessandro Berdini e Carlo Paini, Sperlonga, luglio 1980
- L'ultima estate di Klingsor, da Hermann Hesse, Teatro Rondò di Bacco, Firenze 1981[41][42][43]
- Notte angolare, a cura della cooperativa Teatroinaria, Piazza della Minerva (Estate Romana) Roma 1981[44]
- Visioni diaboliche - Napoli Arcaica e moderna, drammaturgia di Carlo Paini, Biennale Venezia (direttore Maurizio Scaparro) 1982[45]
- Atlantide, a cura di Alessandro Berdini e Carlo Paini, Lanuvio, giugno 1982
- Francesco viandante di dio di Enzo Gentile, con Alfio Petrini, regia di Alessandro Berdini - Basilica di Collemaggio, Assisi 1982
- Viaggio al termine della notte da Louis-Ferdinand Céline – Teatro La Piramide, Roma 1983[46]
- Lancillotto e Ginevra di Mario Moretti – Teatro La Piramide, Roma 1984[47]
- Ad occhi chiusi da Jorge Luis Borges - Teatro La Piramide, Roma 1985[48]
- L'altra insonnia da Fernando Pessoa – Teatro dell'Arte, Milano 1986[49]
- Albergo occidentale inseguendo Kafka – Teatro La Piramide, Roma 1987[50]
- Il silenzio delle sirene inseguendo Kafka – Teatro Comunale, Casalecchio sul Reno 1988[51]
- Il giardino dei miraggi, antologia per attore e multivisione – Teatro Colosseo, Roma 1989[52]
- L'idiota da Fëdor Dostoevskij, partitura drammatica di Giuseppe Bartolucci, Teatro La Piramide, Roma 1989[53][54]
- Il Pellicano di A. Strindberg, regia di Alberto di Stasio, con Maria Teresa Imseng, Giuseppe Marini, Francesca Fenati, Beat 72, Teatro Beat 72, Roma maggio 1990[55][56]
- Senhal di Andrea Zanzotto, regia di Alberto di Stasio, con Maria Teresa Imseng, Nicola D'Eramo, Angelica Maria Boeck, Teatro Colosseo, Roma novembre 1990[57][58]
- Don Giovanni ovvero l'amore per la geometria di Max Frisch, adattamento di Maurizio Grande, Teatro delle Arti, Roma 1991[59][60]
- Pasqua di August Strindberg, adattamento di Nico Garrone, Taormina Arte, Villa Comunale (direttore Gabriele Lavia) 1991[61][62][63]
- Nero di luna, da Tommaso Landolfi, drammaturgia di Nico Garrone, Teatro Nuovo, Napoli1992[64]
- Pasqua - seconda edizione di Nico Garrone, con Maria Teresa Imseng, Alberto di Stasio, Lisa Ferlazzo Natoli, Enrichetta Bortolani, Alessandro Baldinotti, Nicola D'Eramo, Teatro delle Arti, Roma ottobre 1992
- Stanze per la morte del padre di Jorge Manrique – Teatro delle Arti, con Alessandro Berdini, Guidarello Pontani e Luigi Rigoni, Roma 1992[65]
- Empedocle tiranno di Maurizio Grande (dai frammenti su Empedocle di Friedrich Nietzsche), Spazio Uno, Roma1994[66][67]
- Shylock e Faust - dialoghetto semiserio sul diavolo di Maurizio Grande, Teatro Vascello, Roma 1995[68]
- Lettera ad Antonin Artaud di Maurizio Grande, Teatro Piccolo Eliseo, Roma 1996[69]
- Arancio di Franco Cordelli, Teatro Vascello, Roma 1997[70][71]
- Pessimi custodi di Franco Cordelli, Teatro degli Artisti, Roma 1998[72][73]
- Per tre sorelle da Anton Čechov, di Franco Ruffini, Teatro Tenda, Viale Tiziano, Roma 1999[74][75]
- Non sono mai stato così vivo come ora, mai così adolescente da Cesare Pavese, drammaturgia di Luciano Nattino – Teatro Piccolo Eliseo, Roma 2000[76]
- Edipo di Spinaceto di Luca Archibugi, Teatro Cometa Off, Roma 2005[77][78]
- Nella mia borsa non c'è campo di Paolo Fallai, Ventotene 2008[79][80]
- Emilia Galotti da G.E. Lessing, drammaturgia di Paolo Fallai, Teatro India, Roma 2010[81][82]
- La madre di Paolo Fallai, un omaggio ad Albert Camus, Teatro Vascello, Roma 2012[83][84][85]
- Una lontana fedeltà di Paolo Fallai, Teatro Due, Roma 2013[86][87]

## Convegni e progetti speciali
- Longitudine Pessoa[88][89][90][91][92][93], Convegno internazionale su Fernando Pessoa, a cura di Antonio Tabucchi e Alessandro Berdini insieme all'Ambasciata del Portogallo, al Ministero degli Affari Esteri del Portogallo - Segretariato di Stato Cultura Portoghese, Comune di Roma, Regione Lazio, Atcl e Teatroinaria. Teatro Olimpico, Roma, 27 Maggio 1986. Qui di seguito riportiamo una nota di Antonio Tabucchi allo spettacolo "L'altra insonnia" di Alessandro Berdini su Pessoa dal titolo "Un Immenso Dramma In Gente", pubblicata su "L'informatore Librario" nel 1986:

- Kafka, letteratura e teatro[94][95][96], convegno internazionale a cura di Paolo Chiarini, Giuseppe Bartolucci e Alessandro Berdini in collaborazione con il Teatroinaria, il Comune di Roma, Regione Lazio, Istituto italiano di Studi Germanici. Realizzato al Goethe Institut Roma, giugno 1989.
- Sentieri d'Ascolto, rete dedicata ai linguaggi del teatro di ricerca di innovazione e alla drammaturgia contemporanea italiana ed europea, iniziata nel 1984 fino al 2013. Per i Sentieri d'Ascolto, l'ATCL realizza diversi progetti: Attore e Attori[97][98][99][100][101][102][103], l'attore nel teatro di sperimentazione e d'autore (1984); Teatro & Teatranti[104][105][106] al Teatro Eliseo sulla drammaturgia moderna (1984); La Giovin Italia – Quarta Generazione[107], in collaborazione con il Centro Teatro Ateneo e l'Ente Teatrale Italiano (1989). Poi è la volta di Scenario Informazione[108][109][110][111][112], rassegne e convegni sul teatro di ricerca insieme a Giuseppe Bartolucci e Titti Danese (1984-1992); Tavole della Torre[113][114][115][116] (1990-1993), insieme a Franco Cordelli. Durante il biennio 1997 e 1998 prendono vita i Lavori in corso ovvero le nuove generazioni della scena romana al Teatro degli Artisti e al Teatro La Comunità di Roma. Durante il 1999 Alessandro Berdini organizza il progetto Senza fissa dimora[117][118][119][120]: dal centro alle periferie romane decine di artisti si confrontano “occupando” una interessante rete di spazi, tra cui il Teatro Due, Centro Pietralata, Teatro Argot Studio, Teatro Tenda Tiziano, Teatro Furio Camillo, Teatro Ulpiano, Opera Paese, Barca delle libertà sul Tevere, Bioparco, Teatro Ateneo, Il Locale e lo Spazio espositivo AOC F58. Nel 2005 nascono a Roma i L.E.T. – Liberi esperimenti teatrali[121] presso il teatro Cometa Off aperto alla nuovissima drammaturgia in collaborazione con l'Ente Teatrale Italiano. Nel 2006 l'ATCL, insieme all'Ente Teatrale Italiano, realizza SCRITTI DI SCENA '06, rassegna di drammaturgia contemporanea, nei teatri La Comunità, Tor Bella Monica e Furio Camillo a Roma; Teatro Cafaro a Latina, il Teatro Bertold Brecht a Formia e il teatro Comunale di Formello. Nel 2008 La Provincia va in scena[122][123] dà vita ad una distribuzione teatrale territoriale di alta qualità. Negli anni si sono svolti per i Sentieri d'Ascolto tantissimi dibattiti sul contemporaneo condotti da: Maurizio Grande, Giovanni Antonucci, Nico Garrone, Dante Cappelletti, Gianfranco Capitta, Marco Bellocchio, Antonio Audino e tanti altri. Interessante è stato il tour di autori della scena contemporanea che hanno letto loro testi nelle librerie e biblioteche del Lazio. Nel 2012 ha preso il via il progetto Formia, una città per la cultura, articolato in tre punti: la stagione teatrale in collaborazione con l'Associazione Cibo e Amore per la prevenzione dei disturbi alimentari in età adolescente; la scuola va a teatro con la collaborazione del Centro didattico di Formia e Maschere e Tamburi, un ponte tra musica e teatro in collaborazione con il Centro di Salute Mentale di Formia. Dal 2013 prende vita il RIC-Regione Invasioni Creative, un sistema di intervento integrato che mira a sperimentare nuove pratiche di pianificazione e progettazione culturale al fine di valorizzare il patrimonio tangibile ed intangibile attraverso azioni sistemiche multiforme e interdisciplinari, che hanno coinvolto Comuni, Enti Territoriali, scuole, università, centri di ricerca, musei, teatri, biblioteche, mondo dell'enogastronomia, imprese del comparto agro-alimentare, parchi archeologici, ASL, centri volti alla cura e all'assistenza del disagio psico-fisico e programmi di accoglienza dei migranti.

- Immagini d'aria, Strindberg e il teatro[124][125][126], convegno internazionale a cura di Franco Perrelli e Alessandro Berdini, in collaborazione con Ambasciata Reale della Svezia, Comune di Roma, Regione Lazio, Atcl, Eti. Teatro delle Arti Roma, Ottobre 1992.
- L'enigma il suono gli dèi – Friedrich Nietzsche e la cultura europea[127][128][129][130], convegno internazionale a cura di Mario Perniola e Alessandro Berdini, con il Comune di Roma, Università di Roma Tor Vergata, Goethe Institut Rom, Freie Universitat Berlin, Deutsches Seminar Universitat Basel, Instituto de Estetica y Teoria de las Artes Madrid, Centro Nazionale delle Ricerche, Atcl e Teatroinaria. Palazzo delle Esposizioni, Roma 30/31 Maggio 1994. Al Teatro Valle si è tenuto per la prima volta in Italia il concerto del grande musicista tedesco Klaus Schulze, cofondatore dei gruppi Tangerine Dream e Ash Ra Tempel dal titolo Il crepuscolo degli idoli.
- Antonin Artaud e oltre… 1896/1996[131][132][133], convegni e conferenze spettacoli. Roma, dal 12 al 19 giugno 1996. Convegno internazionale "Antonin Artaud e oltre..." a cura di Maurizio Grande, Mario Perniola e Alessandro Berdini in collaborazione con Comune di Roma, Teatroinaria, II Università di Roma Torvergata, Università degli studi Roma Tre, Ambasciata di Francia. Palazzo delle Esposizioni, Roma, 12 giugno 1996. “Lettera ad Antonin Artaud” di Maurizio Grande e Alessandro Berdini, voce Alberto di Stasio. Teatro Piccolo Eliseo, Roma, 12 giugno 1996. “ARTAUD/PARIGI/BALI”, conferenza spettacolo di e con Nicola Savarese. Teatro Piccolo Eliseo, Roma, 16 giugno 1996. Convegno internazionale "Teatro e libri, Antonin Artaud 1896-1996". Sala Capizucchi (piazza Campitelli), Roma, 18 e 19 giugno 1996.
- Il senso dei luoghi, ovvero gli attrattori culturali: non uno dei tanti festival estivi con i soliti spettacoli di "giro", ma una manifestazione mirata, con un significato specifico a seconda del luogo dove viene prodotta e rappresentata. Dal 1995 al 2010, Alessandro Berdini organizza nei siti archeologici, paesaggistici e architettonici del Lazio rassegne di musica, teatro e danza. Vengono messi in rete diversi spazi tra cui le Ville Tuscolane, il Parco di Vulci, l'Abbazia di Fossanova, il Teatro Romano e l'Abbazia di Cassino. Sull'Isola di Ventotene - ovvero l'Isola riflessa, il Festival di Ventotene nel 2010 ha realizzato, a 25 anni dalla morte, un omaggio a Elsa Morante (Ambra Angiolini). nel 2008 a Fabrizia Ramondino (Anna Bonaiuto) e nel 2009 a Elena Ferrante (Laura Morante). E poi il MedAniene Giovani - Ad Oriente di Roma in collaborazione con l'Unione dei Comuni del Medaniene, il Festival delle Aie - lo spettacolo nelle aree rurali, in collaborazione con la Provincia di Rieti. Tutte le iniziative hanno visto la collaborazione con l'Accademia Nazionale di Santa Cecilia, il Teatro dell'Opera di Roma, il Teatro di Roma, l'Ente Teatrale Italiano.
- Piccoli Comuni si raccontano… Il progetto Piccoli Comuni si raccontano, è iniziato nel 2004 e in diverse fasi è continuato fino a 2021 interessando centinaia di piccoli comuni fino a 5 000 abitanti. Il direttore artistico Alessandro Berdini ha portato il teatro nei luoghi più straordinari di queste piccole ma “ricche” comunità, ha intrapreso un lungo viaggio insieme ai bambini e agli anziani, valorizzando le piccole comunità riscoprendo i valori delle società rurali e artigianali. Molte le compagnie e gli spettacoli che hanno arricchito i Piccoli Comuni.
- Dodici Donne[134][135][136] L'Associazione teatrale fra i Comuni del Lazio, diretta da Alessandro Berdini, in collaborazione con la Regione Lazio e il Comune di Rieti, ha promosso tre edizioni (2009, 2010, 2011) del premio teatrale DODICI DONNE riservato ad attrici tra i 20 e i 35 anni. Il titolo del concorso è stato un omaggio a Maurizio Grande. È stato un concorso votato alla valorizzazione del talento delle attrici, attraverso la messa in scena di un monologo, in un tempo massimo di quindici minuti. I concorsi si sono conclusi con performance presentate da grandi interpreti della scena teatrale italiana ed europea: Monica Guerritore, Paola Pitagora, Franca Valeri, Maddalena Crippa, Anna Proclemer, Charlotte Rampling, Antonella Ruggiero, Alice e Juliette Greco.
- La mia poetica – sulla drammaturgia italiana contemporanea[137], convegno nazionale (Associazione Teatrale fra i Comuni del Lazio, Regione Lazio, in collaborazione con il Teatro di Roma) 2 edizione, 4-5-6 Aprile 2011 a cura di Alessandro Berdini, Franco Cordelli, Debora Pietrobono. La mia poetica – sulla drammaturgia italiana contemporanea, Venti Mise En Espace di Nuovi Autori (20-35 anni), dal 7 al 13 aprile 2011 presso il Teatroinscatola, curatori Rodolfo di Giammarco, Adelmo Togliani, Federico Vigorito, coordinamento Isabella Di Cola.

## Pubblicazioni
- Alessandro Berdini e Luigi Rigoni, L'immaginario drammatico di un regista e di un attore, romanzo,1996, Mimesis Edizioni, Milano, ISBN 88-85889-92-1
- Alessandro Berdini e Luigi Rigoni, Ludovico Starnoce. Immaginario etico di un regista e di un attore, romanzo, 2006, ES Edizioni, Milano, ISBN 88-87939-91-8
- Alessandro Berdini e Franco Cordelli, Tavole della Torre-sul teatro di ricerca - Latina gennaio -aprile 1990, Bulzoni Editore, ISBN 88-7119-123-4
- Alessandro Berdini e Francesca Corona (A cura di), Nove scrittori dieci musei il Lazio si scopre, Editoria & Spettacolo, 2007, ISBN 978-88-89036-60-0
- Alessandro Berdini e Paolo Fallai, Emilia Galotti progetto, Libro e DVD del corto "Emilia Galotti", 2010, Bibliotheca Aretina, Roma, ISBN 978-88-903255-5-7
- Alessandro Berdini e Paolo Fallai, Una trilogia d'amore, teatro, 2014, Editoria & Spettacolo, Spoleto, ISBN 978-88-97276-54-8
- Alessandro Berdini, Trasparenze – Diari teatrali 1972-2016, 2017, Editoria & Spettacolo, Spoleto[138], ISBN 978-88-97276-84-5
- Alessandro Berdini e Mariachiara Tascione (A cura di), Associazione teatrale fra i comuni del Lazio 1981 – 2021, 40 anni (+5) ma non li dimostra, 2022, Editoria & Spettacolo, Spoleto